# Атбасар-1
Станция Атбасар-1 (каз. Atbasar-1 stantsııasy) — железнодорожная станция Казахстанских железных дорог, расположенная в Атбасаре, Акмолинской области.

## Галерея
| - Западная часть станции с высоты птичьего полёта, в июне 2010 года. - Общая панорама станции и города с высоты птичьего полёта, в июне 2010 года. - Восточная часть станции с высоты птичьего полёта, в июне 2010 года. |